# Pocapaglia
Pocapaglia es una localidad situada en la provincia de Cuneo, en la región italiana del Piamonte. Su población era de 2.758 habitantes en 2004.

## Evolución demográfica
| Gráfica de evolución demográfica de Pocapaglia entre 1861 y 2001 |
|                                                                  |
| Fuente ISTAT - elaboración gráfica de Wikipedia                  |

- Datos: Q20356
- Multimedia: Pocapaglia / Q20356

1. ↑  Worldpostalcodes.org, código postal n.º 12060.
2. ↑  «Codici Catastali». Comuni-italiani.it (en italiano). Consultado el 29 de abril de 2017.